# Viktor Josef Dammertz
Viktor Josef Dammertz (ur. 8 czerwca 1929 w Schäphuysen, zm. 2 marca 2020 w opactwie św. Otylii koło Eresing) – niemiecki duchowny rzymskokatolicki, benedyktyn, w latach 1993–2004 biskup diecezji augsburskiej.

## Życiorys
16 września 1954 złożył śluby zakonne w zakonie benedyktynów, zaś 21 września 1957 otrzymał święcenia kapłańskie, których udzielił mu Josef Freundorfer, ówczesny biskup Augsburga. 21 września 1977 objął symboliczny urząd opata prymasa, zwierzchnika wszystkich benedyktynów na świecie (w praktyce bowiem zakon ten jest konfederacją niezależnych kongregacji). Zajmował to stanowisko do 1992. W Wigilię tego samego roku papież Jan Paweł II mianował go biskupem diecezjalnym Augsburga. 30 stycznia 1993 przyjął sakrę z rąk kardynała Friedricha Wettera. W 2004 osiągnął kościelny wiek emerytalny (75 lat) i przedłożył papieżowi swoją rezygnację, która została przyjęta. Od tego czasu do śmierci pozostawał biskupem seniorem Augsburga.